# La lunga strada senza polvere
La lunga strada senza polvere è un film del 1977 diretto da Sergio Tau.
Pellicola di produzione italiana di genere fantastico.

## Trama
Il capitano Pop ormai anziano pensa di godersi la pensione sul delta del Danubio ma William, un giovane inglese, lo convince la riprendere la barca per navigare il fiume fino in Germania.
Il viaggio è ricco di incontri, vecchie e nuove conoscenze ma si arriva fino a destinazione dove William scende dall'imbarcazione.
Pop viene svegliato dalla moglie, forse il viaggio è stato solo un sogno.

## Curiosità
- La canzone La lunga strada è cantata da Carla Sabina.